# Lleis Palatines

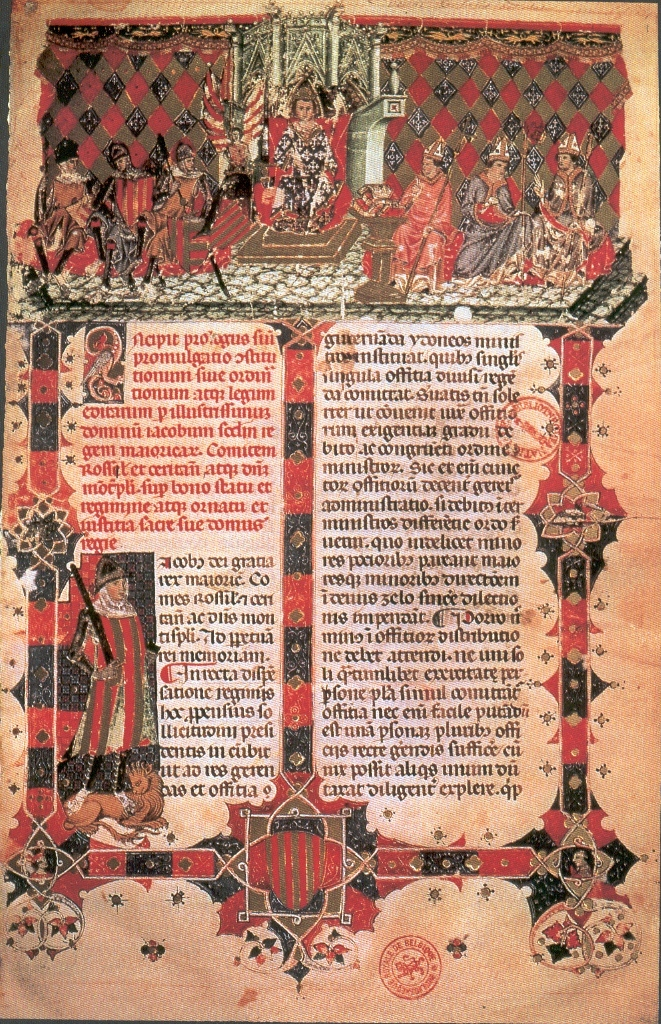
Leges Palatinae Iacobi III Regis Maioricarum

Les Lleis Palatines són el corpus legislatiu publicat per Jaume III de Mallorca el 9 de maig de 1337. Estableixen el règim i l'ordenació racional de la cort, de la cancelleria i de l'aparell financer de la Corona de Mallorca.
El text figura dividit en vuit parts, amb capítols que regulen detalladament totes les funcions del personal palatí, els seus deures, prescripcions i etiquetes. També fixen el cerimonial, protocol i diplomàcia que s'ha de seguir en la dinastia de Mallorca, a més de les tasques quotidianes i de seguretat. Per a tots aquests quefers estableixen la figura de quatre dignataris majors, que han de supervisar tota la tasca, el majordom, el camarlenc, el canceller i el mestre racional. Aquests oficials superiors tenen la potestat necessària per a regir els seus subordinats.
Les lleis palatines codifiquen una sèrie de tradicions i disposicions legislatives que existien des de temps enrere i les amplien, redueixen o confirmen. També introdueixen alguna nova disposició. Augmenten el nombre d'oficials, afegeixen algun ofici nou i, sobretot, n'especifiquen millor les funcions. En part, aprofiten allò que havia establert el dret consuetudinari i, en part, es basen en anteriors ordenacions escrites. El rei Pere el Cerimoniós, en ocupar Mallorca el 1343, cercà el còdex i no el va trobar, ja que Jaume III de Mallorca en la seva fugida probablement se l'havia enduit. Pere el Cerimoniós en va fer una adaptació que originària les Ordinacions de la casa reial d'Aragó de 1344.
Les lleis palatines revelen influències de l'infant Felip de Mallorca i de Ramon Llull, a través d'un tractat, avui perdut, sobre el príncep, el seu comportament, casa i vestuari. El text mallorquí se separa de totes les ordenances anteriors sobre l'organització de les corts medievals.
Transcrit en un manuscrit de 74 folis, il·lustrat amb miniatures, es conserva a la Biblioteca Reial Albert I, de Brussel·les. El decenni de 1980-1990 es va descobrir el manuscrit 951 de la Biblioteca Nacional de Madrid, que és una versió catalana de l'original llatí. El 1991 el Govern Balear en va dur a terme un acurada edició en dos volums que incloïa una transcripció de l'original llatí, una traducció al català i estudis introductoris de Gabriel Llompart i Marcel Durliat, a més d'un facsímil del manuscrit original.